# Karl Mannzen

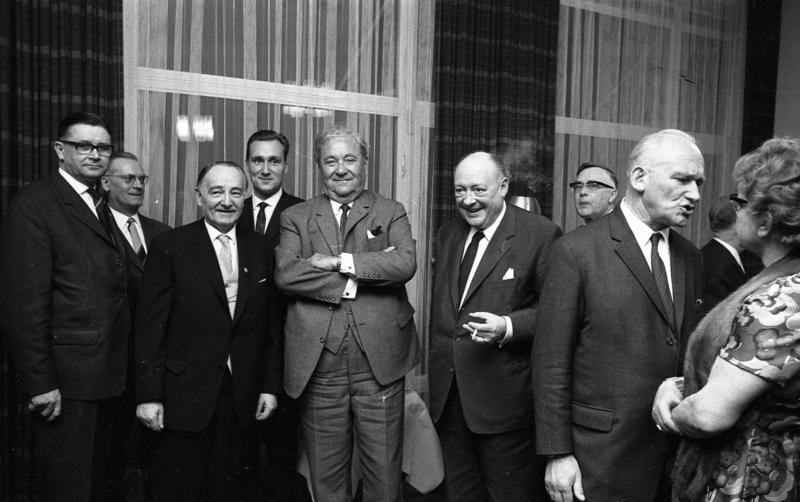
Karl Mannzen ist der 7. von links

Karl Mannzen (* 3. Januar 1903 in Flensburg; † 1980) war ein deutscher Jurist, Generalstaatsanwalt in Schleswig, Bundesrichter am Bundesgerichtshof und Staatssekretär des Niedersächsischen Justizministeriums.

## Leben
Karl Mannzen wurde am 3. Januar 1903 in Flensburg als Sohn eines Lehrers geboren. Beide Elternteile stammten aus Schleswig-Holstein. Aus erster Ehe mit Clara, geb. Donat, stammen vier Kinder. Nach Claras Tod im Jahr 1948 heiratete er Therese, geb. Stangl, mit der er zwei weitere Kinder hatte.
Nach seiner Reifeprüfung im Jahr 1921 am Reform-Realgymnasium in Kiel studierte er Jura und Volkswirtschaftslehre. 1927 erhielt er sein Diplom als Volkswirt. Im Jahr 1929 bestand er das erste juristische Staatsexamen und im Jahr darauf promovierte er in Kiel mit der Dissertation Sowjetunion und Völkerrecht zum Dr. jur. Nach erfolgreichem Assessorexamen war Karl Mannzen von 1933 an im Justizdienst tätig.
Karl Mannzen war zusammen mit seinem Bruder Walter und August Rathmann Gründer des Sozialistischen Studentenbundes Kiel gewesen.

## Öffentliche Ämter
Mannzen, der in den Jahren 1926 bis 1933 der SPD angehört hatte, trat im November 1933 der SA bei und stellte 1937 sowie am 21. Dezember 1939 Anträge auf Aufnahme in die NSDAP, deren zweiter zur Aufnahme zum 1. Januar 1940 führte (Mitgliedsnummer 7.786.521).
Mannzen war zuerst Amtsgerichtsrat in Ludwigshafen am Rhein von 1938 bis 1939, danach in Bruck an der Mur in der Steiermark, und von 1947 bis 1949 in Bredstedt. Nachdem er von 1949 bis 1950 als Oberlandesgerichtsrat im Justizministerium in Kiel tätig war, amtierte er in den Jahren 1950 bis 1954 als Generalstaatsanwalt am Schleswig-Holsteinischen Oberlandesgericht in Schleswig.
Bereits bei der Gründung des Bundesgerichtshofs in Karlsruhe war über eine Berufung Mannzens diskutiert worden, jedoch scheiterte diese wegen seiner NS-Vergangenheit. 1954 wurde er schließlich dennoch zum Bundesrichter ernannt, was er bis 1961 blieb. Im Staatsschutzsenat des Bundesgerichtshofs wirkte er unter anderem an Verurteilungen wegen Mitgliedschaft in den KPD-nahen Vereinigungen Arbeitsgemeinschaft demokratischer Juristen (ADJ) und Zentralrat zum Schutz demokratischer Rechte und zur Verteidigung deutscher Patrioten (ZR) sowie an der Verurteilung des vormaligen Präsidenten des Bundesamtes für Verfassungsschutz, Otto John, wegen Landesverrates mit. Vom 16. Januar 1961 bis 31. Januar 1968 amtierte er als Staatssekretär des Niedersächsischen Justizministeriums.

## Ehrungen
- 1968: Großes Verdienstkreuz mit Stern der Bundesrepublik Deutschland

## Schriften
- Sowjetunion und Völkerrecht: Die Fragen der Anerkennung der Schulden, der Auslandspropaganda und des Aussenhandelsmonopols. Berlin 1932.
- Die Landessatzung für Schleswig-Holstein. Jahrbuch des öffentlichen Rechts. Tübingen 1957.

## Sekundärliteratur
- Klaus Schäfer, Der Prozess gegen Otto John. Ein Beitrag zur Justizgeschichte der frühen Bundesrepublik, Tectum: Marburg, 2009 [zugleich Diss. Uni Frankfurt am Main, 2009], 173 – 175 (Retro-Digitalisat)

- Ulf Gutfleisch, Staatsschutzstrafrecht in der Bundesrepublik Deutschland 1951-1968, BWV: Berlin, 2014, 341 – 342 (Retro-Digitalisat).